# SUNDAY HEARTLAND
SUNDAY HEARTLAND（サンデー・ハートランド）は、TOKYO FM製作でJFN系列で放送されていたラジオ番組の放送枠。

## 概要
2002年10月6日に日曜17時台・18時台の番組に連携をもたせようと設けられた。しかし、18時台の番組は当時TOKYO FMローカルでの放送だったためそのほかの地域ではあまり意味はなかった。2002年9月までは17時台に松任谷由実の番組「サウンドアドベンチャー」→「For Your Departure」が放送されていたが、この放送枠の開始に伴い金曜22時台に時間帯が移動していた。その後2004年7月に「For Your Departure」が日曜17時台に戻り9月にこの放送枠は終了した。なお、放送終了時点で放送されていた2番組は2006年3月まで放送を継続していた。

## 放送された番組

### 17時台に放送されていた番組
- 「STAND BY MEが聴こえてくる」

DJ：筧利夫
2002年10月6日〜2004年3月28日
- 「Songs Tapestry」

DJ：魚住りえ
2004年4月4日〜6月27日
- 「松任谷由実 For Your Departure」

DJ：松任谷由実
2004年7月4日〜9月26日
番組は「松任谷由実 Sweet Discovery」「松任谷由実のYuming Chord」として、時間を移して継続中。17時台は2006年4月からNISSAN あ、安部礼司〜BEYOND THE AVERAGEが放送中。

### 18時台に放送されていた番組
- 「森永乳業presents 川村結花のヒーリング・ヴィーナス」

DJ：川村結花
2002年10月6日〜2004年9月26日
番組は2006年3月で終了し、パーソナリティーが平原綾香に交代。平原に交代後大阪・愛知へもネットされた。

## ネット局での扱い
原則17時台はJFN加盟37局ネット。ただし、FM AICHIと放送エリアが重なるFM三重ではローカル番組「おもいっ気りサンデー」を放送していたためこの番組をネットしなかった。この編成は2018年9月まで続いた。
18時台は一貫して東京ローカルであった。ただし、この18時台は2010に「森永乳業presents 平原綾香のヒーリング・ヴィーナス」に変わって以降は東名阪ネットとなった。
一方、FM OSAKAでは日曜17時〜19時に同タイトルの枠を設け、RIOのナビゲートで放送。17時台はそのまま東京からネットし、18時台は「TOPGEARで行こう」として自社制作番組を放送していた。松任谷由実 For Your Departureが日曜17時に戻ると自社制作番組のSUNDAY HEARTLANDを18時〜19時に枠縮小させ、For Your Departureをネットしていた。
| JFN・TOKYO FM 日曜17時台番組  | JFN・TOKYO FM 日曜17時台番組         | JFN・TOKYO FM 日曜17時台番組  |
| 前番組                        | 番組名                               | 次番組                        |
| ----------------------------- | ------------------------------------ | ----------------------------- |
| 松任谷由実 For Your Departure | SUNDAY HEARTLAND （2002.10〜2004.9） | 松任谷由実 For Your Departure |